# Fujiidera
Fujiidera (藤井寺市?, Fujiidera-shi) è una città di 66 442 abitanti situata nella prefettura di Ōsaka, in Giappone. La città è stata fondata il 1º novembre 1966.